# الشيوعية في سومطرة
الشيوعية في سومطرة تاريخيًا كان للشيوعية تأثير في السياسة والمجتمع في سومطرة في إندونيسيا. وقد تم الاستشهاد ببادنغ وباريامان وسواهلونتو وألاهان بانجانغ وسوليكي في سومطرة الغربية كمناطق كانت نشطة بشكل خاص في الشيوعية.

## التاريخ
في مايو 1914 أسس هندريكوس سنيفليت الملقب بمارينغ الرابطة الهندية الاشتراكية الديمقراطية، والتي أصبحت الرابطة الشيوعية للجزر في مايو 1920 والحزب الشيوعي الإندونيسي في عام 1924. بدعم من الشيوعية الدولية في موسكو ، أصبح الحزب الشيوعي الإندونيسي نشطًا بين النقابيين والقرويين الريفيين في سومطرة. في عامي 1926 و1927 على الرغم من نصيحة تان ملاكا وكيل كومينترن من سومطرة حرض القادة المحليون على التمرد الريفي في جاوة الغربية وسومطرة. تحركت الحكومة بشكل حاسم لسحق التمرد وسجن القادة الشيوعيين. فر البعض مثل تان ملاكا إلى المنفى. ولكن تم نفي 1.300 شيوعي إلى مستعمرة العقوبات بوفين ديجول القاتمة في غرب غينيا الجديدة. اختفى الحزب الشيوعي الإندونيسي تمامًا حتى لا يكون فاعلًا مهمًا على المسرح السياسي إلا بعد الاستقلال. لعل أبرز تفشي للشيوعية كانت الانتفاضة الشيوعية عام 1927 في سومطرة. عندما غزا اليابانيون سومطرة عام 1942 امتنع الحزب الشيوعي في شمال سومطرة عن الانضمام إلى المقاومة ضد اليابانيين.
كان الحاج عبد الله أحمد وهو زعيم بارز مناهض للشيوعية والدينية من مرتفعات مينانجكابو حيث كانت الشيوعية نشطة قد قام بأنشطة ضد الشيوعية وانتشارها. كما حدثت أمثلة عديدة من الاستياء المناهض للشيوعية، على سبيل المثال خلال عمليات القتال الإندونيسي في 1965-1966، أثارت حركات واضعي اليد المنظمة من قبل الحزب الشيوعي الإندونيسي ضد الشركات الأجنبية في مزارع سومطرة أعمال انتقامية سريعة ضد الشيوعيين.
استمر القمع ضد أعضاء الحزب الشيوعي الإندونيسي المزعومين والمتعاطفين معهم لعدة سنوات. في وقت متأخر من عام 1976 تم تسريح أعضاء سابقين من أعضاء نقابة عمال المزارع الشيوعية سابقًا وأعضاء ساربوبري في سومطرة، وهي إجراءات مدفوعة بالماضي الشيوعي لهؤلاء الأفراد.

## الحزب الشيوعي في آتشيه
في مقاطعة سومطرة الشمالية بآتشيه، كان الحزب الشيوعي الإندونيسي ضعيفًا إلى حد ما في ذروة الحزب. كان هناك حوالي ألفين إلى ثلاثة آلاف شيوعي في آتشيه في أوائل الستينيات. تم تكوين عضوية الحزب إلى حد كبير من قبل العمال المهاجرين الجاويين، مثل عمال المزارع والسكك الحديدية. قوبل إنشاء الحزب في آتشيه بمقاومة شديدة من العلماء المحليين. وقد عارض الحزب بشكل ملحوظ منح إقليم آتشيه مكانة إقليمية، وهو الموقف الذي عزل الحزب من السياسة الآتشانية. عندما اندلع تمرد مسلح يسعى إلى إقامة دولة إسلامية في أتشيه في عام 1951 غادر العديد من أعضاء الحزب الشيوعي الإندونيسي أتشيه.
عندما تم تعيين مجلس محلي في آتشيه من قبل وزير الداخلية في يناير 1957، تم تخصيص مقعد واحد من أصل ثلاثين مقعدًا للحزب الشيوعي. في عام 1961 تم تعيين مجلس إقليمي جديد وحصل الحزب على مقعدين.
وقعت أول مذابح للمتعاطفين مع الحزب الشيوعي الإندونيسي خلال 1965-1966 في آتشيه. ظهرت تقارير من آتشيه تفيد بأن الآلاف قتلوا في المجازر، حيث تم إبادة عائلات بأكملها من المتعاطفين مع الحزب الشيوعي المزعومين مع خدم المنازل. تم إعدام السكرتير الأول لفرع الحزب في آتشيه سميكيدين. أصدر مؤتمر العلماء والعسكريين في آتشيه يومي 15 و16 ديسمبر 1965 فتوى تنص على أن أي مسلم توفي في قتال مع الحزب الشيوعي الإندونيسي يعد شهيدًا. علاوة على ذلك وصف المؤتمر الشيوعية بالحرام ودعا إلى إلغاء الحزب الشيوعي الإندونيسي. من خلال التشريع الإقليمي تم حظر الحزب رسميًا في آتشيه في ديسمبر 1965، في حين تم حظر الحزب رسميًا فقط في بقية إندونيسيا في مارس 1966.

## الحزب الشيوعي في شرق سومطرة
تم تشكيل لجنة منطقة سومطرة الشرقية من الحزب الشيوعي الإندونيسي في عام 1950. وكان أ.إنديجو وعبد الله وب.سياجيان ونغاليم وحسن رائد من الشخصيات البارزة في لجنة المنطقة. بحلول أوائل الستينيات كان لدى الحزب كتلة كبيرة في مناطق المزارع في شرق سومطرة. كان الحزب من الناحية التنظيمية أقوى قوة سياسية في المنطقة في ذلك الوقت.